# Nor Nork
Nor Nork (orm. Նոր Նորք) – jedna z dwunastu dzielnic Erywania – stolicy Armenii. Według danych na rok 2022 dzielnicę zamieszkiwało 134 668 osób, a gęstość zaludnienia wyniosła 9544 os./km2.

## Galeria

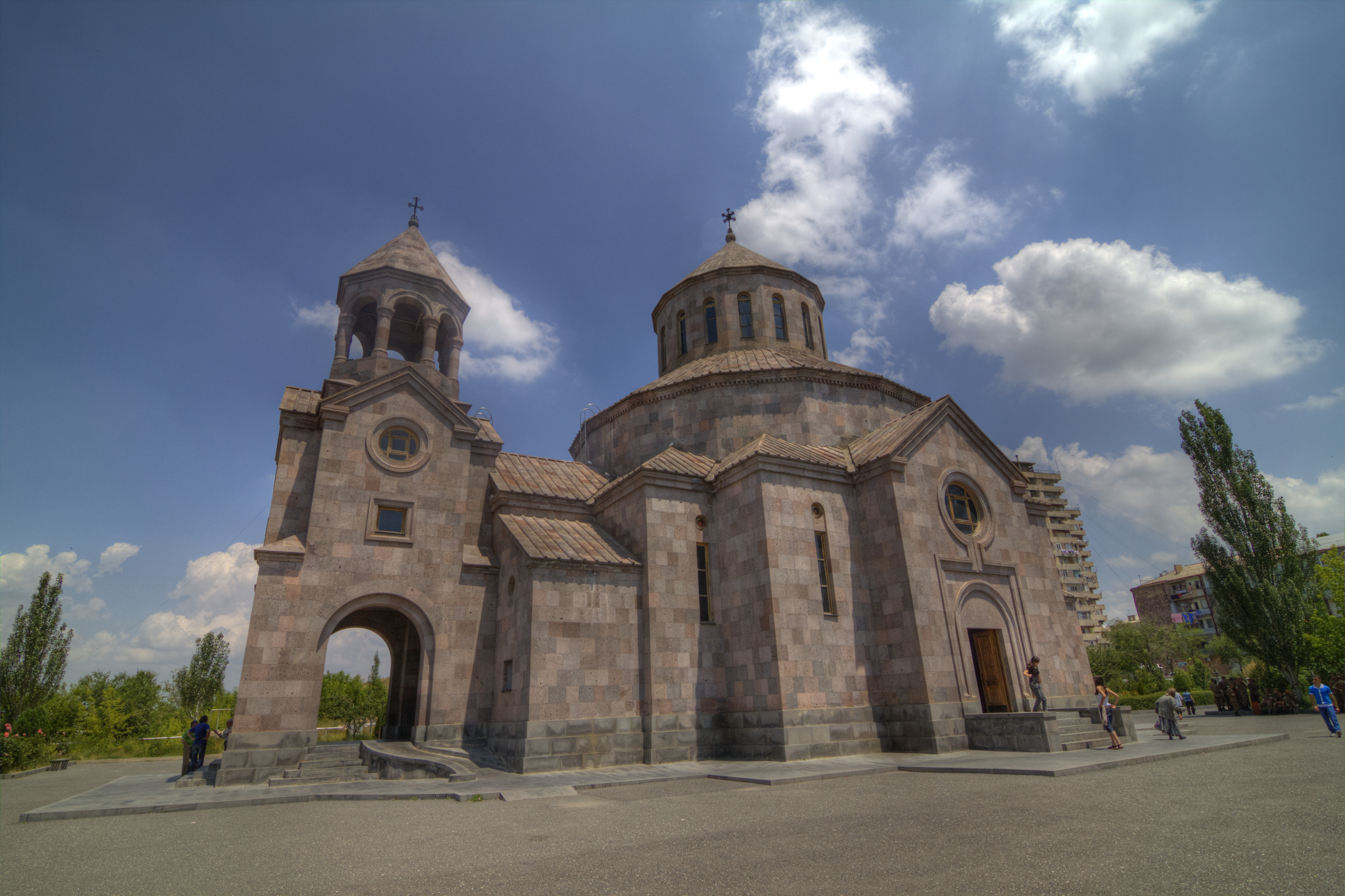
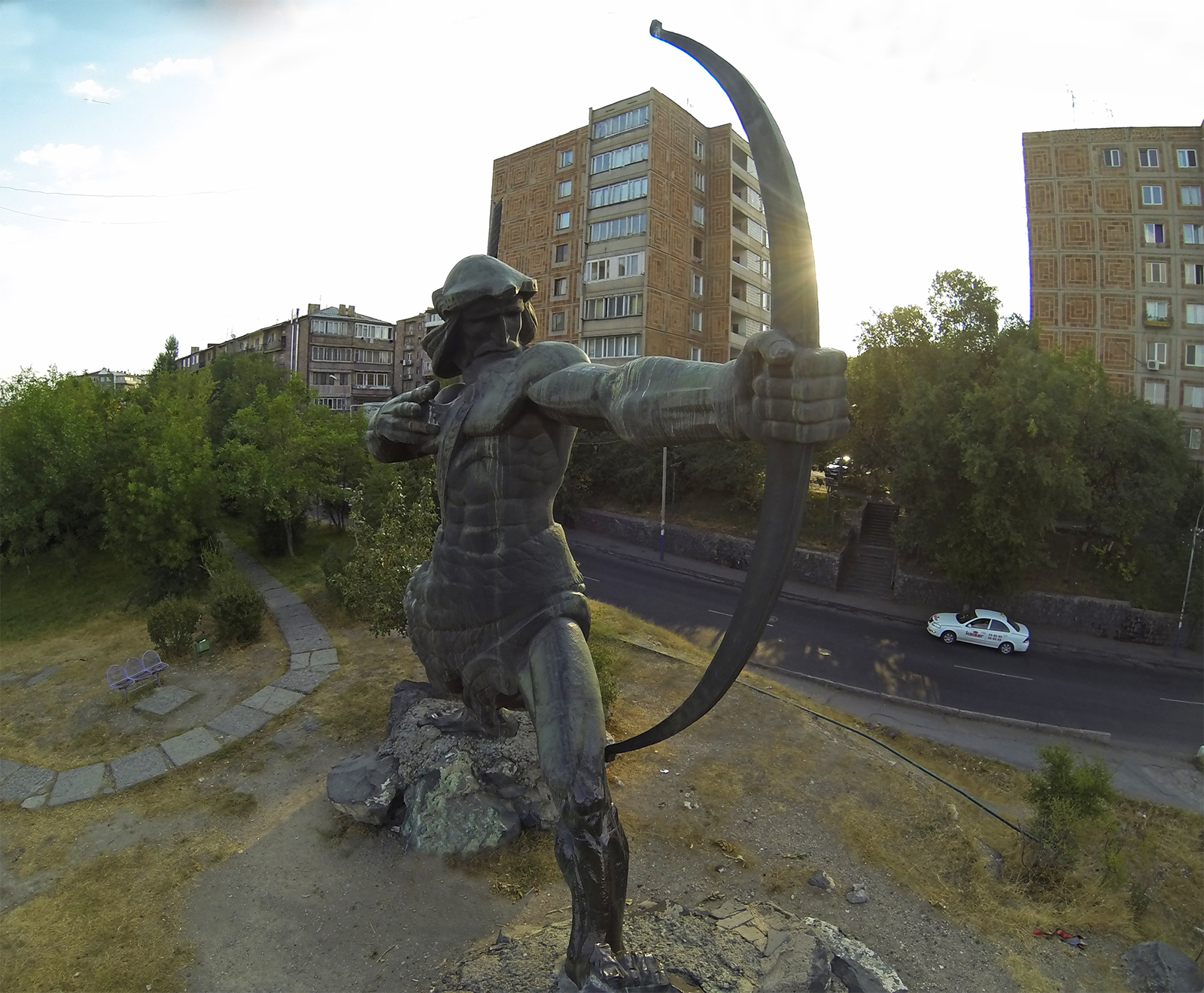
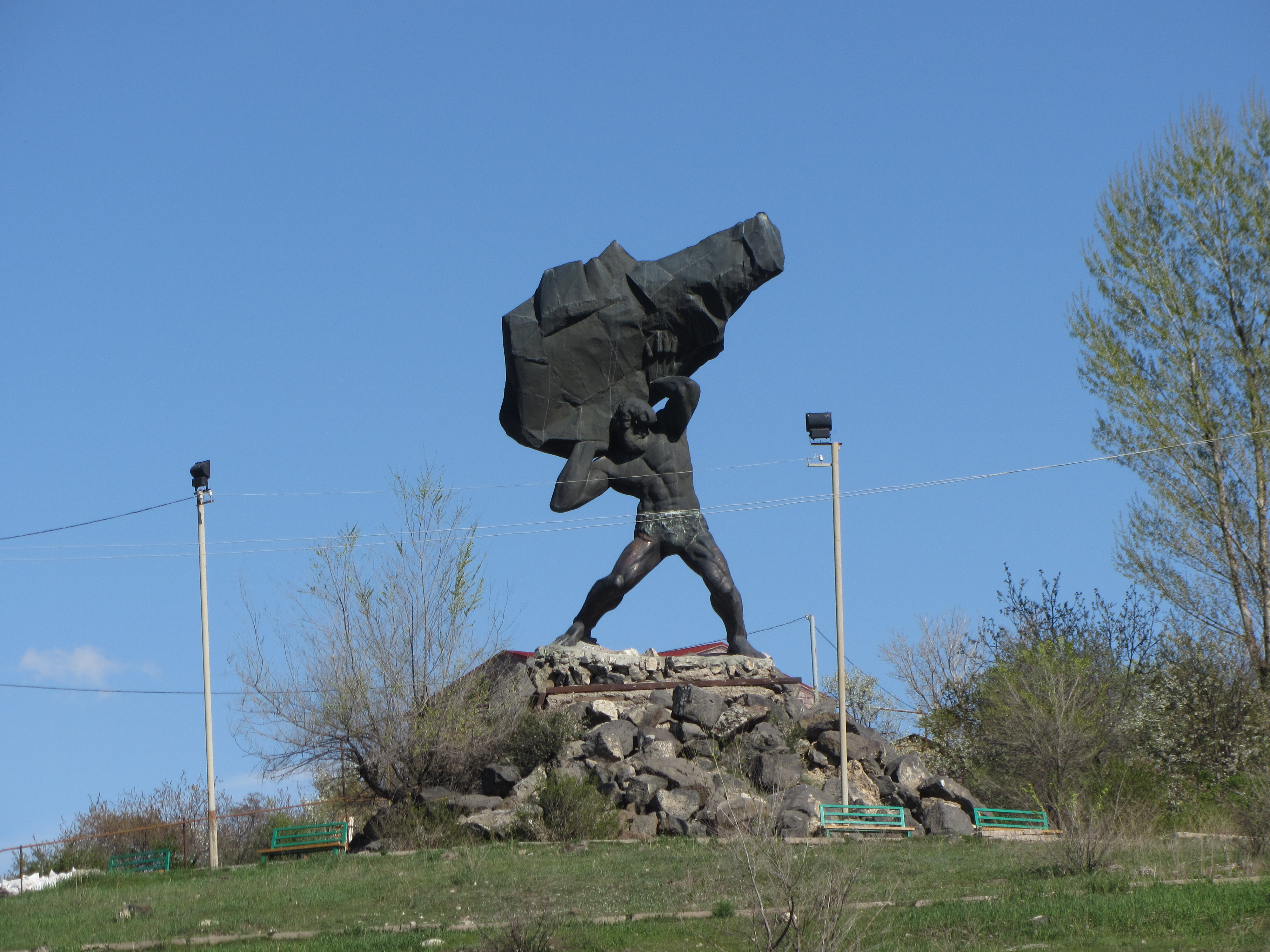
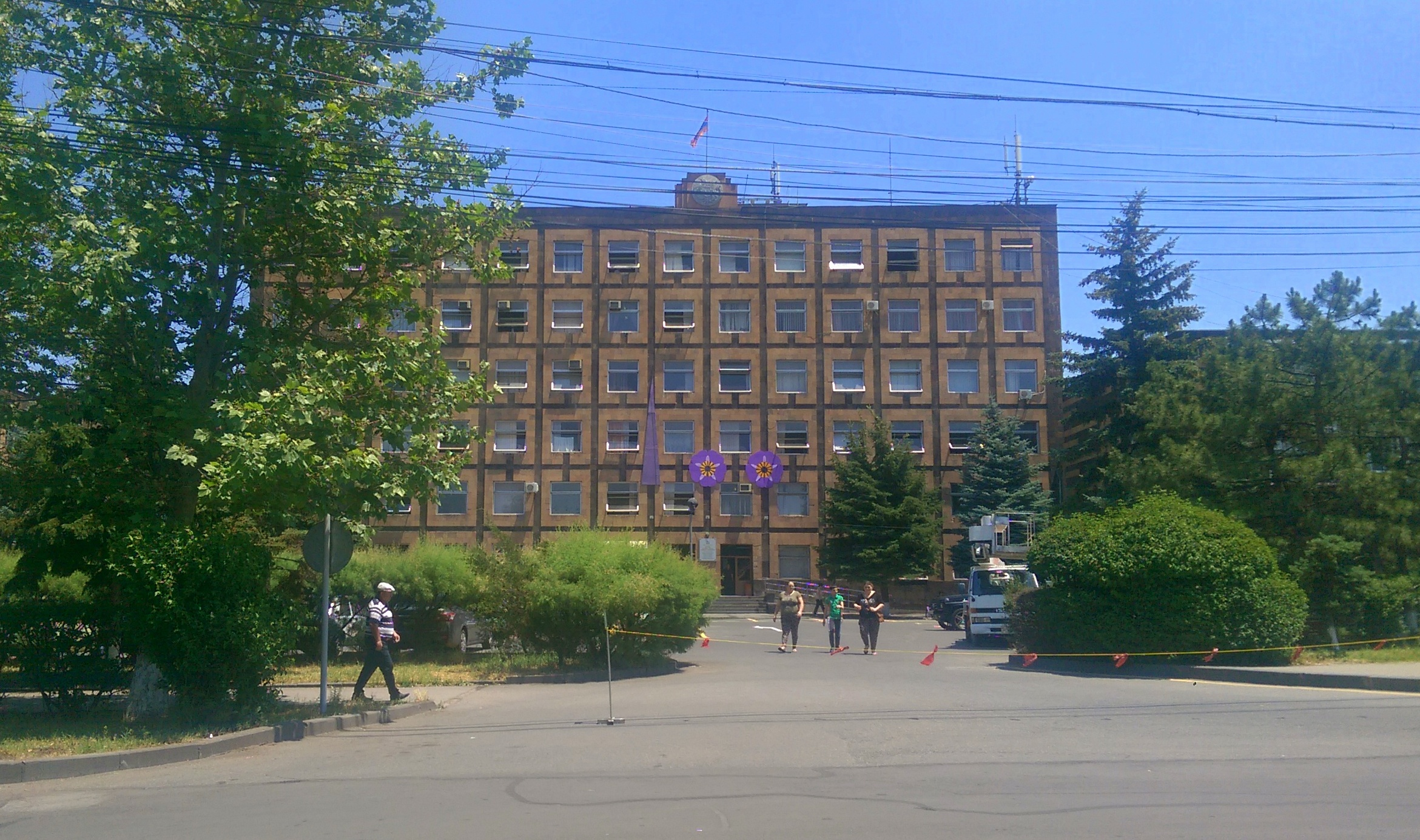